# روس كارتر
روس كارتر (بالإنجليزية: Ross Carter)‏ هو لاعب كرة قدم أمريكية أمريكي، ولد في 10 مارس 1914 في ريبابلك في الولايات المتحدة، وتوفي في 19 يونيو 2002.

## وصلات خارجية
- روس كارتر على موقع مرجع كرة القدم المحترفة.كوم (الإنجليزية)